# Санборнвілл (Нью-Гемпшир)
Санборнвілл (англ. Sanbornville) — переписна місцевість (CDP) в США, в окрузі Керролл штату Нью-Гемпшир. Населення — 963 особи (2020).

## Географія
Санборнвілл розташований за координатами 43°33′6″ пн. ш. 71°1′50″ зх. д. / 43.55167° пн. ш. 71.03056° зх. д. (43.551542, -71.030637).  За даними Бюро перепису населення США в 2010 році переписна місцевість мала площу 4,11 км², з яких 4,11 км² — суходіл та 0,00 км² — водойми.

## Демографія
Згідно з переписом 2010 року, у переписній місцевості мешкало 1056 осіб у 417 домогосподарствах у складі 280 родин. Густота населення становила 257 осіб/км².  Було 482 помешкання (117/км²).
Расовий склад населення:
| - 97,9 % — білих - 0,6 % — чорних або афроамериканців - 0,6 % — азіатів |

До двох чи більше рас належало 0,9 %. Частка іспаномовних становила 0,7 % від усіх жителів.
За віковим діапазоном населення розподілялося таким чином: 23,9 % — особи молодші 18 років, 63,8 % — особи у віці 18—64 років, 12,3 % — особи у віці 65 років та старші. Медіана віку мешканця становила 40,9 року. На 100 осіб жіночої статі у переписній місцевості припадало 94,1 чоловіків;  на 100 жінок у віці від 18 років та старших — 88,3 чоловіків також старших 18 років.
Середній дохід на одне домашнє господарство  становив 47 100 доларів США (медіана — 45 352), а середній дохід на одну сім'ю — 59 786 доларів (медіана — 55 655). За межею бідності перебувало 7,0 % осіб, у тому числі 0,0 % дітей у віці до 18 років та 15,4 % осіб у віці 65 років та старших.
Цивільне працевлаштоване населення становило 453 особи. Основні галузі зайнятості: роздрібна торгівля — 28,9 %, освіта, охорона здоров'я та соціальна допомога — 23,2 %, інформація — 18,1 %.